# Rebel Heart (instrumental)
Rebel Heart é uma canção da banda irlandesa The Corrs, seu terceiro álbum In Blue. É uma canção instrumental com influência celta com violino, bodhrán e tin whistle.
Concretamente estava composto por Sharon Corr e na realidade era uma responsabilidade de BBC pelo miniserie "Rebel Heart", e aquele depois The Corrs quis incorporar a seu disco. Ela foi nomeada em 2001 o GRAMMY Awards de "Melhor trilha pop instrumental". Segundo o página oficial dos The Corrs, Sharon disse:
"Eu escrevi em Malibu no piano, quando nós estávamos gravando Talk on Corners. Foi estacionado durante muito tempo e então a BBC estava procurando música para seu grande jogo de outono no Revolta da Páscoa 1916 na Irlanda. Ele [a canção] melodíamuy um irlandês e adicione o flauta irlandesa e tudo e era adequado para isso ".